# Флаг Оркнейских островов
Флаг Оркнейских островов — один из официальных символов шотландской провинции Оркни с 2007 года.

## Описание
Флаг Оркнейских островов представляет собой прямоугольное полотнище красного цвета с синим скандинавским крестом внутри такого же жёлтого креста.

## История
Неофициально флаг был создан в 1990-х годах. Представлял собой красный Скандинавский крест на жёлтом фоне. Это флаг был создан на основе королевского штандарта Шотландии и не имел официального статуса. Но от данного варианта флага отказались из-за сходства с флагом Ольстера. В феврале-марте 2007 года проходили выборы официального флага Оркнейских островов. Всего было представлено семь вариантов. Победителем конкурса стал вариант флага, представленный почтальоном Толлок Дуканом — он набрал 53 % голосов. Новый флаг имеет сходство с флагом Норвегии, что является отражением общей истории.

## Галерея

Первый вариант флага Оркнейских островов
Флаг Норвегии

## Интересные факты
- Флаг Аландских островов в Финляндии, созданный в 1954 году, является полной противоположностью флагу Оркнейских островов.